# راهزن (مجموعه تلویزیونی)
راهزن (محصول سال ۱۳۶۵) یکی از اپیزودهای مجموعه نمایشی تلویزیونی راویان اخبار است که در بین سال‌های ۱۳۶۷–۱۳۶۵ ساخته شد این اپیزود به کارگردانی مرضیه برومند می‌باشد و از شبکه یک پخش شد.
گزیده‌ای از حکایت‌های متون کهن پارسی، دستمایهٔ نمایش‌های این مجموعه تلویزیونی بود.

## بازیگران
- هرمز هدایت
- احمد آقالو
- علی عمرانی
- حسن دادشکر
- خسرو میثمی
- لقمان نظیری
- مرتضی بهشتیان
- محمد کدخدائی
- مهدی علی‌احمدی